# Peltidium nichollsi
Peltidium nichollsi är en kräftdjursart som beskrevs av Geddes 1968. Peltidium nichollsi ingår i släktet Peltidium och familjen Peltidiidae. Inga underarter finns listade i Catalogue of Life.